# François Mürner
François Mürner (* 1949) ist ein Schweizer Hörfunkmoderator. Er gilt als „Urgestein“ der Schweizer Radiogeschichte, im Besonderen wegen seiner Arbeit im Pop- und Rockbereich von Radio DRS.

## Leben
François Mürners Sendung Musik aus London wurde 1974–78 auf dem Programm DRS 1, dem ersten Kanal des Service-Public-Senders der SRG SSR gesendet, der damals noch vorwiegend als Schlager- und Volksmusikkanal galt, und heute auf mehrheitsfähige Popmusik spezialisiert ist.
Anschliessend moderierte Mürner von 1978 bis 1983 auf DRS 2, dem zweiten Kanal der SRG für Klassik und Jazz, die tägliche Rocksendung Sounds!. Als erster Moderator der Schweiz produzierte er seine Sendungen im Alleingang und aus einem eigenen Studio.
Seit das Programm DRS 3 am 1. November 1983 auf Sendung ging, wurde es von Mürners Sendungen, Sprüchen, Signeten und Spielen mitgeprägt. Auch Sounds!, das er noch bis 1987 betreute, lief von da an auf DRS 3.
Ab 1987 war er die Identifikationsfigur der Morgensendung Vitamin 3.
François Mürner war der erste Leiter des Jugendradios DRS Virus, der ebenfalls zu den staatlichen Sendern der SRG SSR idée suisse gehört.
François Mürners Initialen sind „FM“, deshalb erwähnte er stets scherzhaft, dass sie auf jedem besseren Radiogerät stehen (FM/UKW). Sein äusseres Markenzeichen ist die Baseball-Mütze.